# Fobello
Fobello est une commune italienne de moins de 1 000 habitants située dans la province de Verceil dans la région Piémont dans le nord-ouest de l'Italie.

## Administration
| Période                                  | Période  | Identité      | Étiquette | Qualité |
| ---------------------------------------- | -------- | ------------- | --------- | ------- |
| 14 juin 2004                             | En cours | Andrea Rietti |           |         |
| Les données manquantes sont à compléter. |          |               |           |         |

### Communes limitrophes
Bannio Anzino, Carcoforo, Cervatto, Cravagliana, Rimasco, Rimella, Rossa